# Ding Junhui
Ding Junhui (丁俊晖S, Dīng JùnhuīP; Yixing, 1º aprile 1987) è un giocatore di snooker cinese, professionista dal 2003, numero 10 del ranking ed ex numero 1 nel dicembre 2014 e dal gennaio al febbraio 2015, vincitore del Masters 2011 e tre volte vincitore dello UK Championship (2005, 2009 e 2019).
Nonostante la giovane età ha già superato il traguardo dei cento "centoni" (en: Century Breaks) in carriera, ovvero ha già realizzato oltre un centinaio di serie da cento o più punti; questo primato è stato realizzato in sole cinque stagioni da professionista, uguagliando così il record di Ronnie O'Sullivan. In carriera è riuscito a realizzare per sei volte il punteggio di 147.

## Carriera

### I primi anni (2002-2005)
Inizia a giocare a snooker all'età di nove anni, spinto dal padre. Le sue prime vittorie importanti risalgono al 2002, in quell'anno vince il Campionato asiatico Under-21, il Campionato asiatico e il Campionato mondiale IBSF Under-21 (diventando il più giovane campione di sempre all'età di quindici anni). Passa tra i professionisti nel 2003, nello stesso anno diventa il numero 1 tra i cinesi nel Ranking Mondiale.
Nel 2004 fu ammesso come wild card al Masters di Londra dove al suo esordio sconfisse l'allora numero 16 del Ranking mondiale Joe Perry, fu poi eliminato al secondo turno.

### I primi successi e i trionfi allo UK Championship (2005-2009)
Nel 2005, all'età di diciotto anni, conquistò il suo primo titolo in un torneo valido per il Ranking Mondiale: il China Open. Per aggiudicarsi il titolo sconfisse giocatori molto quotati quali Peter Ebdon, Marco Fu, Ken Doherty e batté in finale il numero 3 del mondo Stephen Hendry. Nello stesso anno si aggiudicò anche il Campionato del Regno Unito sconfiggendo in finale Steve Davis e diventando il primo giocatore non britannico ad aggiudicarsi tale torneo. Grazie a queste vittorie a fine stagione la sua posizione nel Ranking passò dal 62º posto al 31°.
Nel 2006 raggiunse la semifinale del China Open nella quale fu sconfitto da Mark Williams, poi vincitore. Successivamente si aggiudicò il suo terzo titolo in carriera vincendo il Northern Ireland Trophy battendo in finale il numero uno del Ranking Ronnie O'Sullivan. In dicembre conquistò tre medaglie d'oro ai XV Giochi asiatici di Doha nello snooker: nel torneo individuale, in quello a coppie e in quello a squadre. L'anno si concluse con l'eliminazione nei quarti di finale dello UK Championship ad opera di Peter Ebdon.
Il 2007 si aprì con la vittoria del titolo nazionale cinese. In gennaio realizzò il primo 147 della sua carriera al Saga Insurance Masters e divenne il secondo più giovane giocatore di sempre a raggiungere la finale del torneo. Nella partita decisiva affrontò Ronnie O'Sullivan ma a causa della netta superiorità dell'avversario e dell'ostilità del pubblico scoppiò addirittura in lacrime nel corso del dodicesimo frame. Dopo le eliminazioni al primo turno rimediate nella Malta Cup e nel Welsh Open riuscì a superare i turni di qualificazione del Campionato mondiale ma venne subito dopo eliminato con un netto 10-3 da Ronnie O'Sullivan. La stagione si concluse con l'eliminazione al primo turno del China Open ma i buoni risultati ottenuti in apertura d'anno gli consentirono di raggiungere il 9º posto del Ranking Mondiale, il miglior posizionamento raggiunto sinora in carriera.
Nel 2008 le sue prestazioni subirono un calo: non riuscì a fare molta strada in tutti i tornei validi per il Ranking e a fine stagione scivolò all'11º posto. Nella stagione successiva si impose al Jiangsu Classic, un torneo non valido per la classifica mondiale e mise a segnò il suo secondo 147 della carriera nella prestigiosa cornice dello UK Championship contro uno dei giocatori più titolati in assoluto: John Higgins. Nella stagione 2009-2010 ha raggiunto tre finali. In quella del Grand Prix è stato sconfitto da Neil Robertson, nella finale del China Open è stato battuto da Mark Williams ma si è imposto per la seconda volta nello UK Championship, battendo in finale per 10-8 John Higgins. La sua avventura al campionato mondiale 2010 si è conclusa al secondo turno.

### La vittoria al Masters e la finale al Campionato mondiale (2009-2016)
All'inizio dell'annata successiva iniziò 5º in classifica. Durante la stagione raggiunse ottimi risultati tra cui le semifinali al China Open e al Mondiale, ma soprattutto vinse il The Masters contro Marco Fu per 10-4 diventando il primo asiatico vincere questo trofeo e il primo non britannico a trionfare dal 1986. Nella stagione 2011-2012 vinse il Welsh Open e la Championship League, ma scese in undicesima posizione nel Ranking.
Negli anni successivi riuscì a farsi strada tra i campioni trionfando anche in importanti tornei come il Players Championship, l'International Championship e il German Masters. Tra l'altro nel dicembre 2014 raggiunse per la prima volta in carriera il 1º posto in classifica. Al Campionato mondiale 2016 Ding arrivò fino in finale ma perde contro l'allora numero 1 della classifica Mark Selby in una finale comunque tiratissima persa 18-14.

### Stagione 2019-2020: terzo UK Championship
Dopo un inizio di stagione non brillante, Ding conquista il suo terzo UK Championship battendo Stephen Maguire per 10-6 tornando alla vittoria di questo torneo dopo 10 anni.

## Vita privata
Dopo essere diventato un professionista, Ding si è trasferito a Sheffield, diventando un ottimo amico di Liang Wenbó e di Ronnie O'Sullivan. Nel 2014 ha sposato Apple Zhang e ha avuto un figlio, nato nel 2018. Inoltre Ding non ha mai nascosto di essere un fan dello Sheffield United.

## Ranking[25]
| Stagione  | Ranking iniziale | Ranking finale |
| --------- | ---------------- | -------------- |
| 2003-2004 | Non classificato | 76             |
| 2004-2005 | 74               | 62             |
| 2005-2006 | 62               | 27             |
| 2006-2007 | 27               | 9              |
| 2007-2008 | 9                | 11             |
| 2008-2009 | 11               | 13             |
| 2009-2010 | 13               | 5              |
| 2010-2011 | 5                | 4              |
| 2011-2012 | 4                | 11             |
| 2012-2013 | 11               | 10             |
| 2013-2014 | 10               | 3              |
| 2014-2015 | 2                | 4              |
| 2015-2016 | 4                | 9              |
| 2016-2017 | 9                | 4              |
| 2017-2018 | 4                | 6              |
| 2018-2019 | 6                | 10             |
| 2019-2020 | 10               | 12             |
| 2020-2021 | 12               | 8              |
| 2021-2022 |                  |                |

### Maximum breaks: 6[26]
| N° | Anno | Competizione                          | Avversario       | Note   |
| -- | ---- | ------------------------------------- | ---------------- | ------ |
| 1  | 2007 | The Masters                           | Anthony Hamilton | [ 27 ] |
| 2  | 2008 | UK Championship                       | John Higgins     | [ 16 ] |
| 3  | 2011 | Snooker Open                          | Brandon Winstone | [ 28 ] |
| 4  | 2011 | Players Tour Championship             | James Cahill     | [ 29 ] |
| 5  | 2013 | Players Tour Championship Grand Final | Mark Allen       | [ 30 ] |
| 6  | 2016 | Welsh Open                            | Neil Robertson   | [ 31 ] |

## Tornei vinti

### Titoli Non-Ranking: 4
| Titoli Ranking                   | Titoli Ranking     | Titoli Ranking                               | Titoli Ranking       |
| -------------------------------- | ------------------ | -------------------------------------------- | -------------------- |
| Competizione                     | Anno               | Avversario                                   | Note                 |
| UK Championship                  | 2005 - 2009 - 2019 | Steve Davis - John Higgins - Stephen Maguire | [ 21 ] [ 32 ] [ 33 ] |
| China Open                       | 2005 - 2014        | Stephen Hendry - Neil Robertson              | [ 34 ] [ 35 ]        |
| Northern Ireland Trophy          | 2006               | Ronnie O'Sullivan                            | [ 36 ]               |
| Welsh Open                       | 2012               | Mark Selby                                   | [ 37 ]               |
| Players Tour Championship Finals | 2013               | Neil Robertson                               | [ 38 ]               |
| Shanghai Masters                 | 2013 - 2016        | Xiao Guodong - Mark Selby                    | [ 39 ] [ 40 ]        |
| Indian Open                      | 2013               | Aditya Mehta                                 | [ 41 ]               |
| International Championship       | 2013               | Marco Fu                                     | [ 42 ]               |
| German Masters                   | 2014               | Judd Trump                                   | [ 43 ]               |
| World Open                       | 2017               | Kyren Wilson                                 | [ 44 ]               |

| Titoli Non-Ranking             | Titoli Non-Ranking | Titoli Non-Ranking | Titoli Non-Ranking |
| ------------------------------ | ------------------ | ------------------ | ------------------ |
| Competizione                   | Anno               | Avversario         | Note               |
| The Masters                    | 2011               | Marco Fu           | [ 45 ]             |
| Jiangsu Classic                | 2008               | Mark Selby         | [ 46 ]             |
| World Series of Snooker Warsaw | 2008               | Ken Doherty        | [ 47 ]             |
| Championship League            | 2012               | Judd Trump         | [ 48 ]             |

| In squadra   | In squadra                             | In squadra                     | In squadra    |
| ------------ | -------------------------------------- | ------------------------------ | ------------- |
| Competizione | Anno/Compagno                          | Avversario                     | Note          |
| World Cup    | 2011 - 2017/ Liang Wenbó - Liang Wenbó | Irlanda del Nord - Inghilterra | [ 49 ] [ 50 ] |

| Tornei varianti            | Tornei varianti | Tornei varianti | Tornei varianti |
| -------------------------- | --------------- | --------------- | --------------- |
| Competizione               | Anno            | Avversario      | Note            |
| Six-Red World Championship | 2016            | Stuart Bingham  | [ 51 ]          |

- Players Tour Championship: 1 (Evento 5 2010)
- European Tour: 1 (Scottish Open 2012)
- Asian Tour: 2 (Yixing Open 2014, Haining Open 2015)

## Finali perse

### Titoli Non-Ranking: 5
| Titoli Ranking             | Titoli Ranking | Titoli Ranking    | Titoli Ranking |
| -------------------------- | -------------- | ----------------- | -------------- |
| Competizione               | Anno           | Avversario        | Note           |
| Campionato mondiale        | 2016           | Mark Selby        | [ 52 ]         |
| Grand Prix                 | 2009           | Neil Robertson    | [ 53 ]         |
| China Open                 | 2010           | Mark Williams     | [ 54 ]         |
| Welsh Open                 | 2014           | Ronnie O'Sullivan | [ 55 ]         |
| International Championship | 2016           | Mark Selby        | [ 56 ]         |
| World Grand Prix           | 2018           | Ronnie O'Sullivan | [ 57 ]         |

| Titoli Non-Ranking             | Titoli Non-Ranking | Titoli Non-Ranking | Titoli Non-Ranking |
| ------------------------------ | ------------------ | ------------------ | ------------------ |
| Competizione                   | Anno               | Avversario         | Note               |
| The Masters                    | 2007               | Ronnie O'Sullivan  | [ 58 ]             |
| World Series of Snooker Moscow | 2008               | John Higgins       | [ 59 ]             |
| Jiangsu Classic                | 2009               | Mark Allen         | [ 60 ]             |
| Wuxi Classic                   | 2010               | Shaun Murphy       | [ 61 ]             |
| Premier League                 | 2011               | Ronnie O'Sullivan  | [ 62 ]             |

| Tornei varianti            | Tornei varianti | Tornei varianti | Tornei varianti |
| -------------------------- | --------------- | --------------- | --------------- |
| Competizione               | Anno            | Avversario      | Note            |
| Six-Red World Championship | 2018            | Kyren Wilson    | [ 63 ]          |

- Players Tour Championship: 1 (Evento 2 2011)
- Asian Players Tour Championship: 1 (Evento 2 2012)

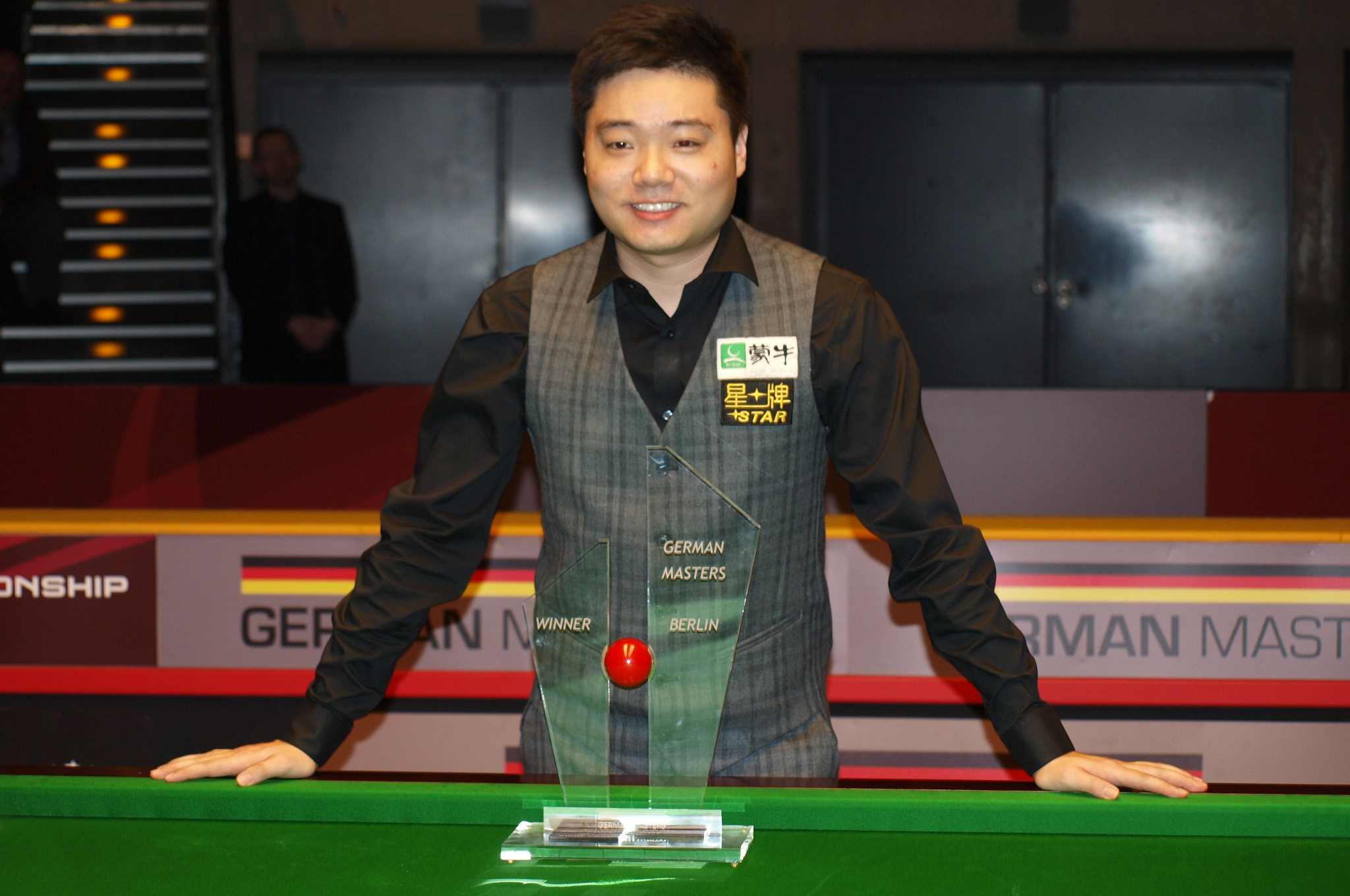
Ding Junhui, German Masters 2014

- European Tour: 1 (Ruhr Open 2013)